# Грінізація
МНФК «Грінізація» — спеціалізований продукт для лікувального та профілактичного харчування, мультинутрієнтний функціонально-пептидний комплекс, що включає величку кількість натуральних біологічно активних компонентів, що забезпечують гепатопротекторний та імуномоделюючий ефект. Це перший у світі продукт такого плану,[джерело?] який компанія випускає ще з 2003 року. Застосування у клінічній практиці мультинутріентних функціонально-пептидних комплексів «Грінізація» рекомендовано Міністерством охорони здоров'я України в 2009 — 2010 роках,[джерело?] як складова частина дієтотерапії (лікувального харчування) хворих на гепатит, метаболічний синдромом, хронічний панкреатит на тлі ожиріння, гіпертоніїю, цукровий діабет ІІ типу в поєднанні з гіпертонічною хворобою та при гострих респіраторних вірусних інфекціях.
До складу комплексу входить два окремі продукти, що забезпечують його ефективність. Це натуральні харчові нутрієнти в сухому та рідкому стані («Грін Про I» та «Грін Мікс I» відповідно). Використовуючись у комплексі, вони посилюють дію одне одного..

## Склад продуктів МНФК «Грінізація»
Мультинутрієнтні функціонально-пептидні комплекси розроблені на підставі концепції збалансованого харчування, теорії функціональних систем, уявлень про асиміляції біологічно активних компонентів їжі в найпридатнішій для засвоювання формі. Згідно з методичними рекомендаціями від 22 березня 2010 року, затвердженими Міністерством охорони здоров'я України, мультінутрієнтні функціонально-пептидні комплекси «Грінізація» складаються з:
|  | Склад продукту «Грінізація Мікс» витяжка активно діючих речовин з кумису натурального (кобилячого молока); спіруліна, ламінарія, кукумарія; омега-комплекс жирів морської риби; порошок з перепелиних яєць; олії: обліпихове, лляне, зародків пшениці, волоського горіха, кедрове, з виноградних кісточок; водні екстракти: трави чебрецю, плодів перцю, кореня любистку, трави хвоща польового, листя кропиви дводомної, листя подорожника, листя і кореня петрушки, стебла алое, цибулі, часнику, кореня елеутерококу, насіння льону, розторопші, кореня лопуха, шишок хмелю, кори крушини; вітаміни: В1, В2, В6, В12, D3, К3; мідійний комплекс; екстракт виноградних кісточок; стевія, сироп вишні. Склад продукту «Грінізація Про» складний білково-пептидний комплекс тваринного походження; порошок перепелиних яєць; порошок артишоку, порошок топінамбура; лецитин, лактулоза; насіння розторопші плямистої, спіруліна, сочевиця; аскорбінова кислота. |

## Історія
Технологія приготування дієтичних продуктів «Грінізація», і зокрема продукти «Грін Про» та «Грін Мікс» є розробками ТОВ «Ворлд грінізейшен систем». Медико-біологічне забезпечення програми «GRINIZATION» в Україні здійснює ТОВ «Інститут здоров'я нації».
З 2003 року почалося дослідне виробництво в Бистриці (Болгарія). Доклінічні та клінічні дослідження розроблених продуктів у 2003—2007 роках проводилися, зокрема, в науково-дослідних установах та клініках Міністерства охорони здоров'я України:
- на кафедрі інфекційних хвороб та кафедрі клінічної фармакології Національного медичного університету імені О.О.Богомольця МОЗ України[8];
- в центральній науково-дослідної лабораторії, на кафедрі гастроентерології, дієтології та ендоскопії та кафедрі онкології Національної медичної академії післядипломної освіти імені П. Л. Шупика МОЗ України[9];
- Національному інституті хірургії та трансплантології імені О. О. Шалімова АМН України[10];
- Інституті нейрохірургії ім. акад. А. П. Ромоданова АМН України;
- Національному інституті фтизіатрії і пульмонології ім. Ф. Г. Яновського АМН України;
- Київському міському дитячому гастроентерологічному центрі;
- Донецькому державному медичному університеті імені М. Горького[11];
- Українському науково-дослідному протичумному інституті імені І. І. Мечникова[10][12];
- Київському національному університеті імені Тараса Шевченка;
- Інституті біохімії імені О. В. Палладіна НАН України[13];
- Інституті технічної теплофізики НАН України.

Наукові публікації, що відзеркалюють доклінічні та клінічні дослідження продуктів грінізації, загальнодоступні і з ними можливо ознайомитися в електронній бібліотеці ТОВ «Інститут здоров'я нації».